# Sail On, Sailor
«Sail On, Sailor» es una canción escrita originalmente por Brian Wilson, Ray Kennedy, Tandyn Almer, Jack Rieley y Van Dyke Parks. La canción fue grabada por The Beach Boys en 1972 y apareció como la canción apertura de Holland. Esta canción se ha convertido en uno de los mayores clásicos del grupo.

## Historia
Si bien las ventas de los discos de The Beach Boys habían disminuido en la primera mitad de la década de 1970, fue también en esa época en donde aparecieron algunas de las mejores obras del grupo, una de ellas es "Sail On, Sailor". La letra de la canción usa la imagen de un marinero haciendo su camino a través de los mares agitados, en una metáfora de las luchas de la vida, puntuando cada verso con un tranquilizador "Sail on, sail on, sailor".
Van Dyke Parks forzó a Brian Wilson para volver a trabajar en una nueva canción, anteriormente escrita con Tandyn Almer, Ray Kennedy y Jack Rieley, quién hizo una última revisión en la letra. Pero según el ex-Flame Blondie Chaplin -que grabó la voz solista-, Brian Wilson no se presentó para las sesiones vocales, pero brindo precisas instrucciones sobre cómo proceder durante las sesiones, por teléfono.
"Sail On, Sailor" fue publicada dos veces en sencillo (y una vez como lado B de "California Saga: California"), en una de ellas solo alcanzó el puesto n.º 49, pese a ello con el tiempo la canción se convirtió en una de las mejores canciones del grupo, también fue uno de los pilares durante los conciertos de la década de 1970.
Ray Charles interpretó esta canción en vivo en el aniversario n.º 25 de The Beach Boys en Hawaii.

## Publicaciones
"Sail On, Sailor" apareció como la canción apertura de Holland, forma parte del compilatorio de Good Vibrations: Thirty Years of The Beach Boys de 1993, apareció en el The Greatest Hits - Volume 3: Best of the Brother Years 1970-1986 de 2000, en Hawthorne, CA de 2001, en la recopilación de canciones de Brian Wilson Classics selected by Brian Wilson de 2002, en Platinum Collection: Sounds of Summer Edition de 2005 y en The Warmth of the Sun de 2007.

### En vivo
La canción no fue interpretada en vivo con demasiada frecuencia durante los años 1970, pero fue incluida en el álbum doble en vivo The Beach Boys in Concert de 1973.